# Agapetus clio
Agapetus clio är en nattsländeart som först beskrevs av Malicky 1976.  Agapetus clio ingår i släktet Agapetus och familjen stenhusnattsländor. Inga underarter finns listade i Catalogue of Life.